# Río Damour
El río Damour (en árabe: نهر الدامور, Nahr Al Damour) es un río costero de 37,5 kilómetros de longitud situado en la gobernación del Monte Líbano. Nace en las laderas del pico Jabal el-Barouk, de 1943 metros de altitud, donde se encuentra una reserva natural que alberga algunos de los cedros más grandes y antiguos del Líbano, y fluye hacia el oeste por el valle de Jisr Al-Kadi, donde recibe agua de los arroyos de los montes Chouf. El río fluye hacia el mar Mediterráneo, al sur de Damour, que es a la vez la ciudad más grande de sus orillas y la que lleva el nombre del río.

## Mitología
Durante la época fenicia, el pueblo cananeo al verse afectado por las estaciones de sequía, llamó al río "Damoros" antiguo Tamyrus, en la atribución de 'Damoros' dios de la inmortalidad, relacionado con 'Achtarout', dios del amor y la belleza. Esta atribución simbolizaba la inmortalidad del río 'árabe: النهر الدامر' y la belleza de la región. En 1302, siendo el río un punto estratégico hacia Tierra Santa, tuvo lugar en su orilla una batalla cruzada. Tras la batalla, los cruzados franceses apodaron al río "Fleuve D'amour". 